# Coelogyne septemcostata
Coelogyne septemcostata é uma espécie de orquídea epífita, família Orchidaceae, originária da Península da Tailândia, Malásia, Borneu e Sumatra.